# Technique de l'orfèvrerie au Moyen Âge

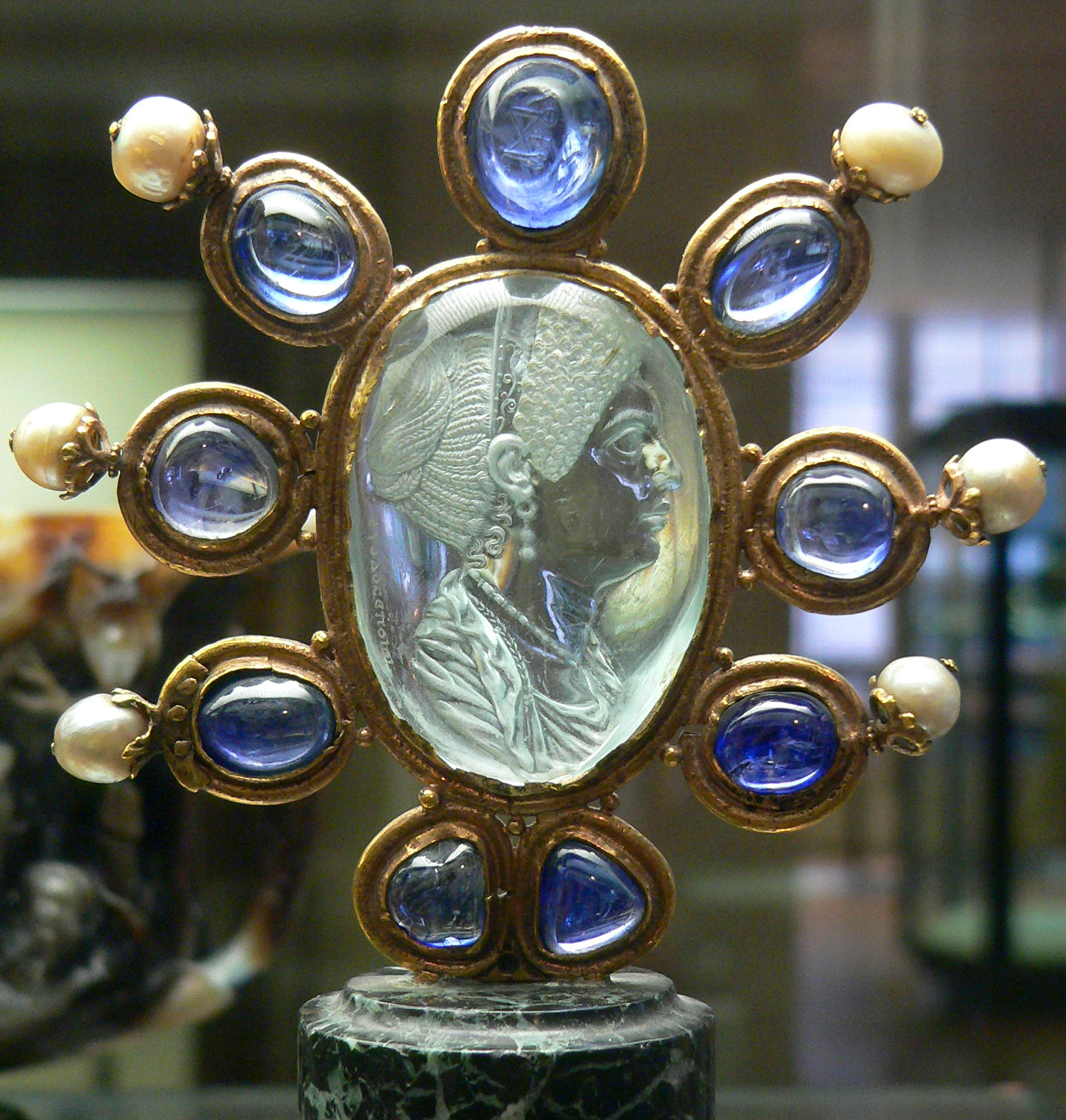
Sommet de "l'escrain de Charlemagne". Intaille romaine montée sur écrin d'or au IXe siècle. Atelier de la cour de Charles le Chauve (orfèvre). Trésor de Saint-Denis, France.

La technique de l'orfèvrerie au Moyen Âge connut un développement intense. De tous temps, l'or et l'argent ont été considérés comme des biens précieux. Au Moyen Âge, seule la valeur des reliques des martyrs et des saints pouvait les surpasser. Ces matériaux les plus prisés, auxquels on peut ajouter l'ivoire, furent donc choisis pour la fabrication des reliquaires. 
Les reliques étaient souvent conservées comme des "trésors"  symbolisant la Jérusalem céleste. Les églises et les abbayes mirent tous les moyens à leur disposition pour acquérir les plus importantes d'entre elles et firent exécuter des reliquaires infiniment précieux pour faire étalage de leur richesse en sus du pouvoir et de la "virtus" de ces restes sacrés. Les reliquaires étaient donc les œuvres les plus importantes et les plus précieuses et devaient illustrer par la richesse de leurs matériaux le caractère inestimable de leur contenu.
Outre les nombreuses techniques développées, l'orfèvrerie, dont Théophile décrit les procédés dans son Livre 3, a contribué à l'avènement de l'art roman et de l'art gothique.    

## Le travail du métal
Au Moyen Âge, il existait deux procédés pour traiter les pièces d'orfèvrerie : le martelage et la fonte.

### Le martelage
On utilisait la technique du martelage pour les éléments les plus simples comme la sculpture des coupes ou les drapés des vêtements. On partait d'un lingot d'argent ou de cuivre que l'on martelait sur une enclume. Il fallait pour cela une enclume spéciale pour les recoins et les plis des drapés qui peuvent avoir plusieurs formes. En orfèvrerie on emploie l'enclume appelée la bigorne. On réchauffait ensuite la plaque de métal pour qu'elle redevienne souple et on recommençait à marteler. Il y avait ainsi plusieurs étapes de martelage jusqu'à l'obtention de l'objet fini, que l'on polissait avec une pierre dure comme l'agate.

### La fonte au sable

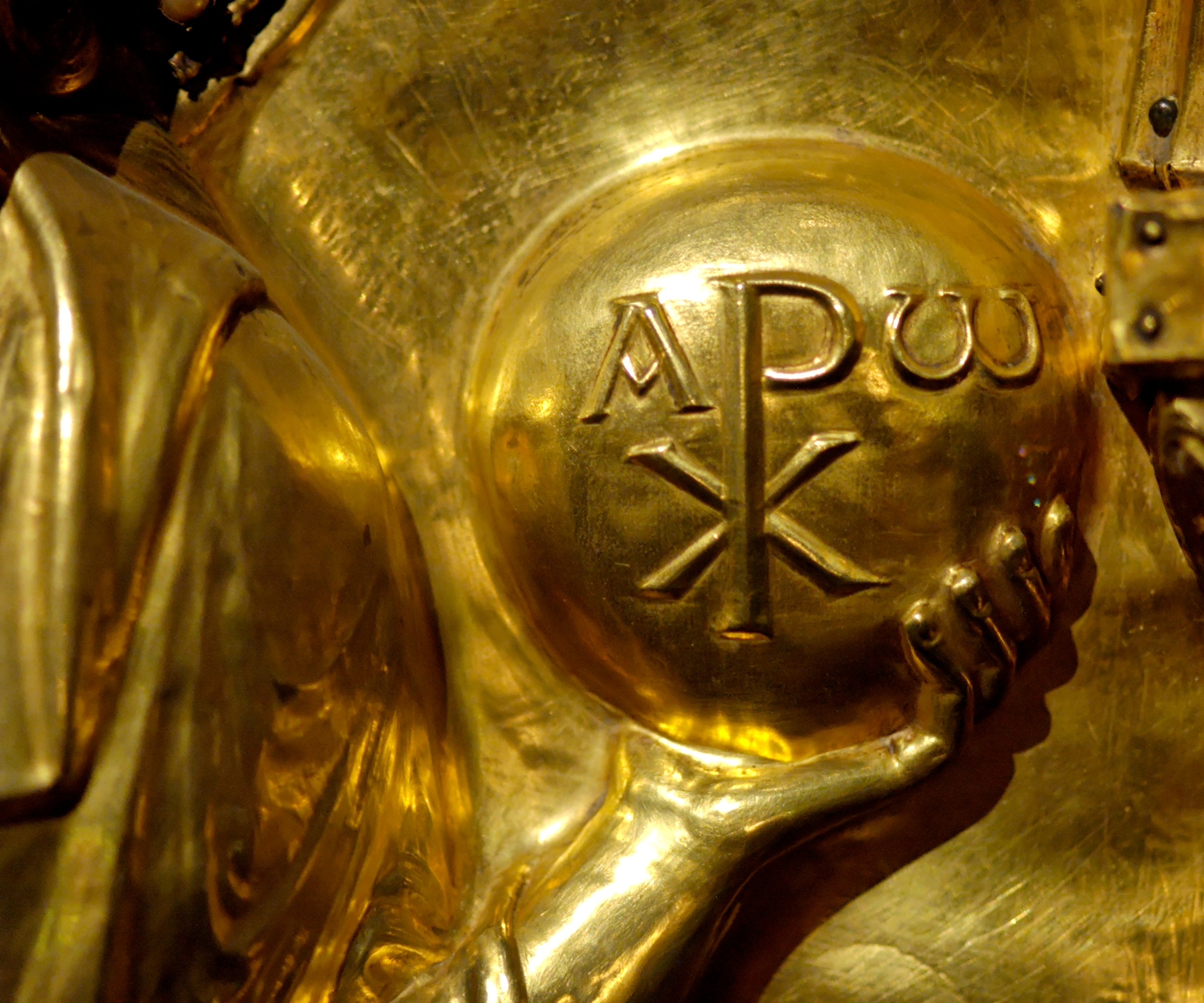
Détail du devant d'autel de la cathédrale de Bâle, autour de l'an 1000, Suisse.

Certaines pièces comme les visages, les mains et le corps étaient trop complexes pour être réalisées par martelage. On procédait donc avec la technique de la fonte au sable, plus connue sous le nom de la cire perdue. Il s'agit d'une technique qui était déjà utilisée à l'Antiquité. On débute par le façonnage d'un modèle avec de la cire. Autour de celui-ci, on ajuste un moule de terre cuite. On laisse un trou dans le moule pour que, lors de la chauffe, la cire fondue puisse s'évacuer. Il ne reste donc à la fin de l'opération que le moule sec contenant l'empreinte du modèle en creux. Enfin, on remplit le moule obtenu de métal en fusion. Les orfèvres utilisèrent beaucoup ce système pour les objets en cuivre mais surtout en argent.
Sur une seule pièce d'orfèvrerie, les artisans employaient souvent les deux techniques conjointement, réalisant les drapés au martelage et les parties du corps à la cire perdue comme sur la fameuse Statue équestre de Charlemagne datant de la fin du XIIIe siècle. L'essentiel est réalisé par la fonte, le martelage pour les drapés.
Sur le devant d'autel de la cathédrale de Bâle, réalisé au XIe siècle, à l'époque ottonienne, les orfèvres employèrent le martelage. Les personnages sont sculptés sur une plaque de bois sur laquelle on pose des feuilles d'or que l'on martèle pour qu'elles épousent la forme de l'âme de bois. On note la présence d'un décor de rinceaux et de lettres comme l'alpha et l'oméga, symboles du Christ, réalisés à l'aide de la technique du repoussé. À l'envers de la feuille de métal on repousse le métal pour former le motif désiré.

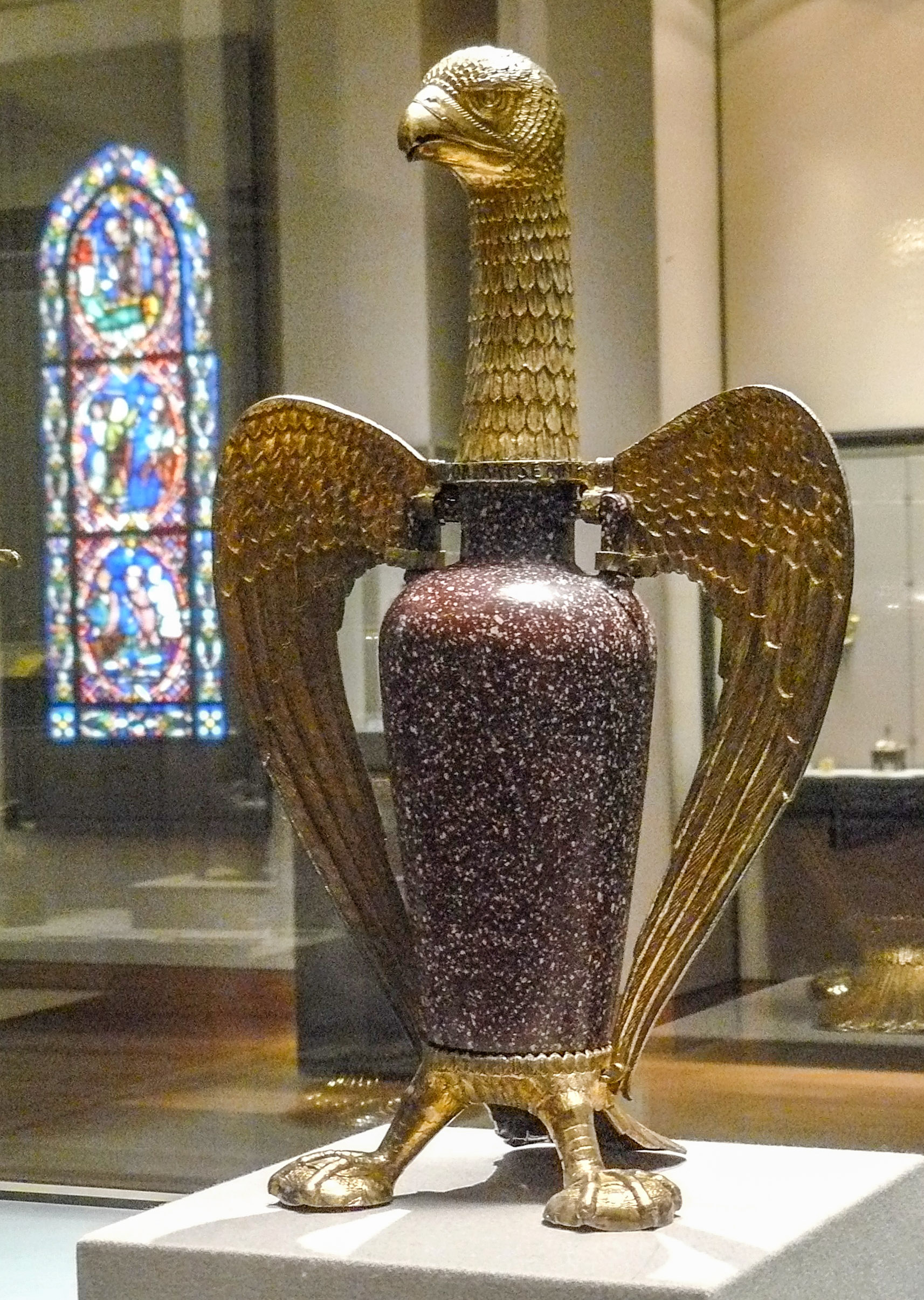
Vase liturgique dit "Aigle de Suger", porphyre antique et argent doré, vers 1140. Musée du Louvre, Paris, France

## Les décors
Il existe, pour l'époque médiévale, une grande quantité de techniques pour ciseler, graver, estamper un décor sur les objets précieux. Soit le décor est sculpté dans la pièce original de métal, soit on "rapporte" un élément sur celle-ci comme un métal précieux, une pierre, etc.

### Décor gravé
On peut ajouter un décor par modification de la surface de métal. Pour cela on peut employer la technique de la gravure en poussant un instrument tranchant sur le métal. On peut également creuser un sillon mais au lieu de dessiner un simple trait on en fait deux entremêlés, les orfèvres appellent cette technique le guilloché. Pour ciseler une pièce d'orfèvrerie on utilise le ciselet (tige de métal en pointe finement ciselée) que l'on pousse à l'aide d'un marteau d'orfèvre. Cette technique est plus proche du repoussé car on ne creuse pas le métal, on l'enfonce. Le vase liturgique dit Aigle de Suger, illustre l'utilisation de ces techniques. Le corps est fait d'un vase à parfum antique en porphyre, remonté en forme d'aigle en argent doré. Les pieds et la tête de l'animal ont été fabriqués à l'aide de la fonte à la cire perdue, les plumes des ailes sont ciselées.

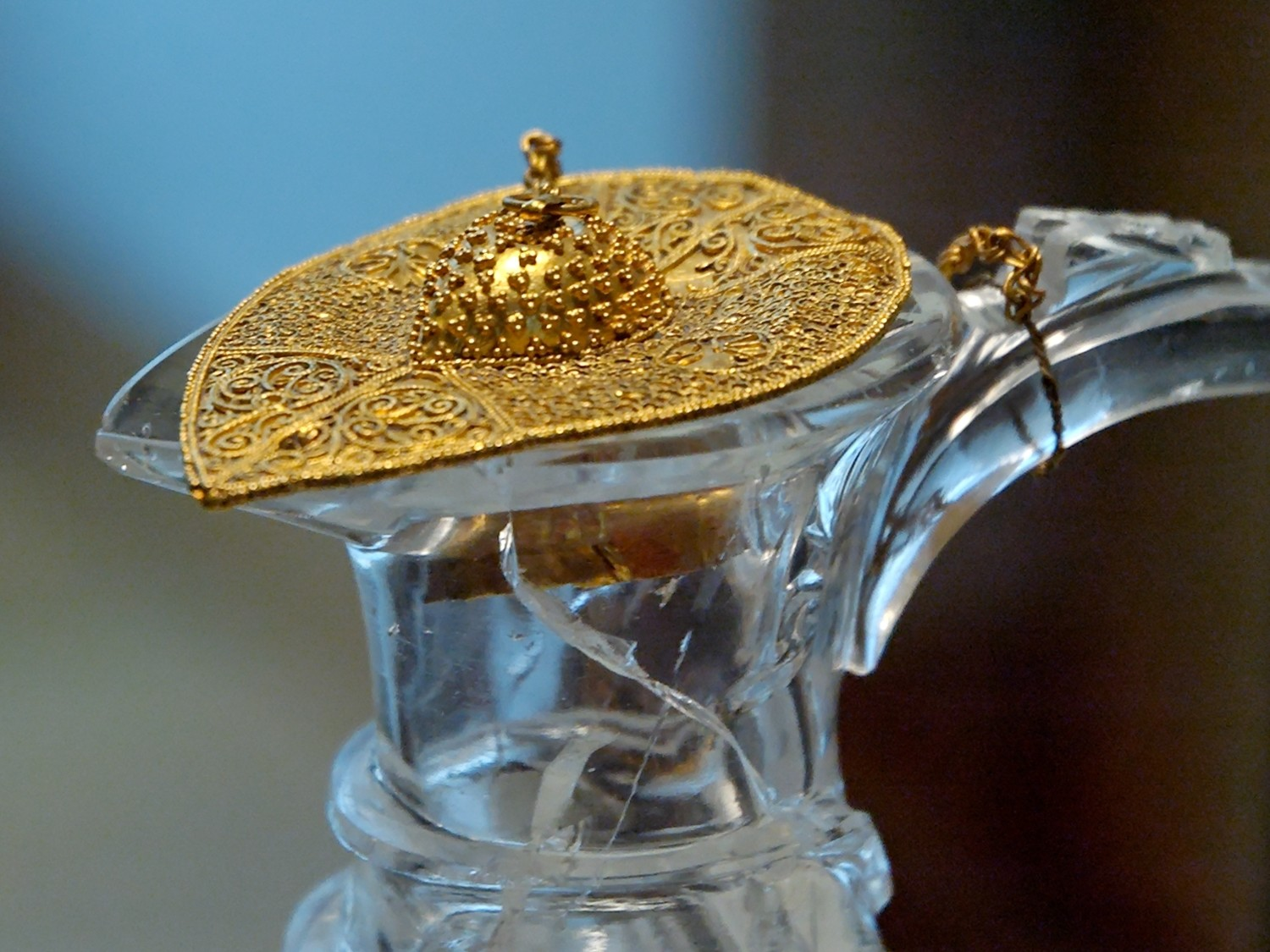
Décor au filigrane d'or sur l'aiguière à décor d'oiseaux, XIe siècle, Trésor de Saint-Denis, France. (corps : cristal de roche (art fatimide, fin Xe siècle - XIe siècle)

Pour reproduire le même motif de façon "standardisée" et unifiée, on utilise le procédé de l'estampage avec une matrice. On crée d'abord la matrice, un modèle dans du bois ou du métal qui sera gravé comme un tampon. On frappe ensuite la feuille d'or ou d'argent sur le modèle en négatif, on peut ainsi réaliser le même motif vingt fois et obtenir le même tracé.

### Décor rapporté

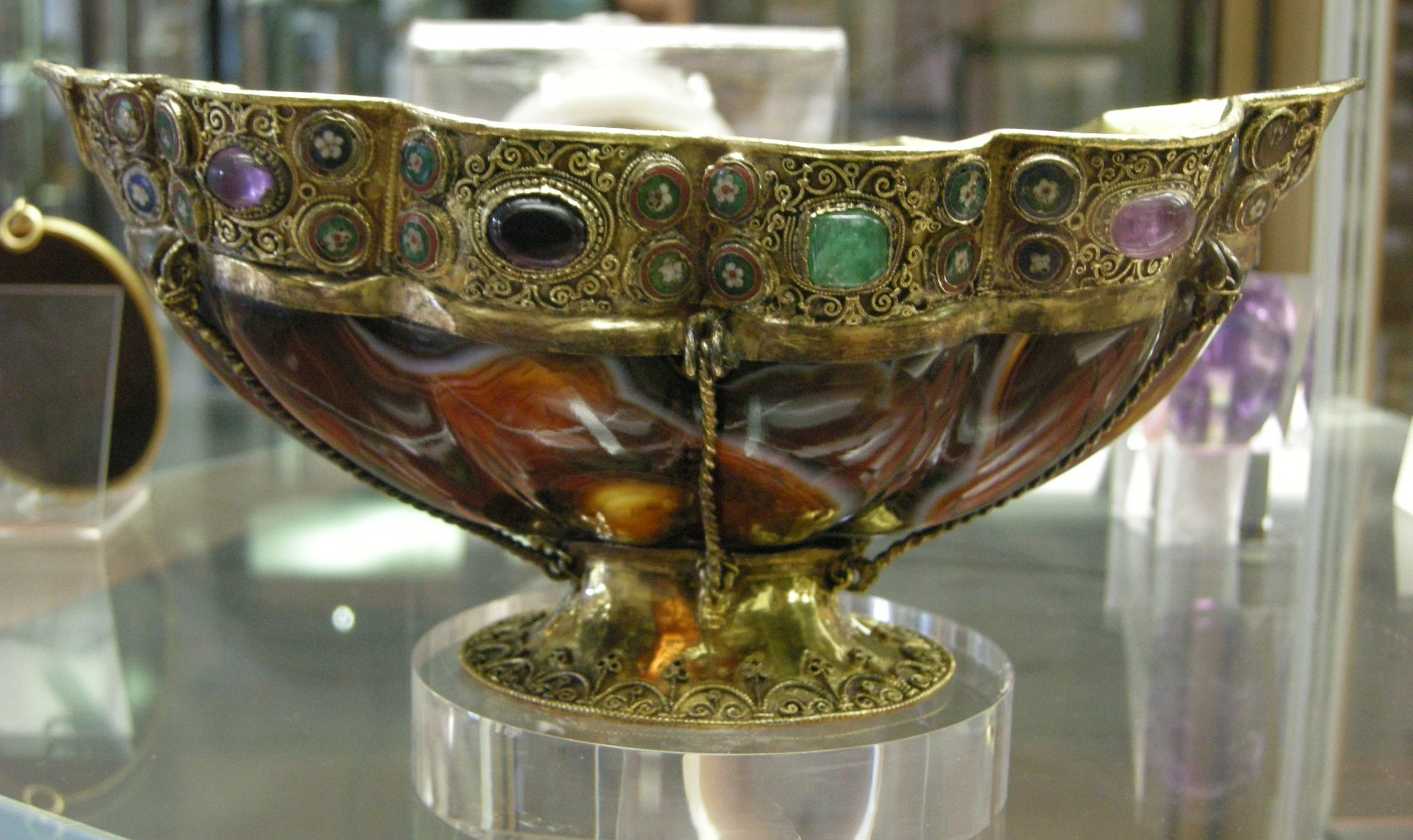
Décor de pierres en bâte et filigrane, Vase liturgique du Trésor de Saint-Denis, art ottonien, XIe siècle, France.

L'orfèvre peut également ajouter un décor rapporté, c'est-à-dire souder des éléments extérieurs sur la pièce d'orfèvrerie. Au Moyen Âge les artisans utilisent la technique du filigrane. Ce sont des fils d'or que l'on soude seuls ou en tresses (en faisceau) à la pièce d'orfèvrerie. Les fils sont soit laissés lisses, soit ornés de torsades, de perles et d'effets que l'on obtient en les passant sur une lime. Au XIIIe siècle, beaucoup d’œuvres de ce type furent réalisées à Venise. Il existe plusieurs illustrations luxueuses de cette production telles que le Vase du Trésor de Saint-Marc de Venise. Le vase, un remploi antique, est en cristal de roche qui fut monté au XIIIe siècle sur un pied réalisé au martelage. L'orfèvre a orné le pied de filigranes, décor utilisé depuis le haut Moyen Âge. En France, on retrouve ces œuvres somptueuses des ateliers vénitiens, notamment dans le Trésor de l'abbaye de Saint-Denis. Le Vase du Trésor de Saint-Denis, dit Vase de cristal d'Aliénor, est un cadeau fait à l'abbé Suger au XIIe. Le corps du vase est également en cristal mais il s'agit d'un exemplaire de l'art fatimide de la fin du Xe siècle, début du XIe. Les artisans ont ajouté une capsule d'or sur celui-ci, décorée de filigranes en rinceaux serrés, à la manière de Byzance.
Les décors étant très variables, on utilisait aussi la technique du sertissage pour ajouter des pierres précieuses ou semi-précieuses telles que des rubis, des perles et de la verroterie. Au Moyen Âge, on aimait également enchâsser de précieux bijoux antiques. Le plus souvent il s'agit d'intailles, pierre dure plus ou moins précieuse qui est gravée d'un dessin, ou de camées. Les camées sont des coquillages ou des pierres dures à plusieurs couches superposées de différentes couleurs, la technique consiste à détourer les couches supérieures en leur donnant la forme désirée (un portrait ou une scène historiée par exemple). On sertit ces joyaux sur la monture en or, il s'agit de la technique des pierres en bâte  qui sera utilisée pendant tout le Moyen Âge. On soude sur l'objet des rubans métalliques, parfois ornées de motifs abstraits, qui forment ainsi de petits boitiers individuels appelés cabochons.

### Décor des tracés

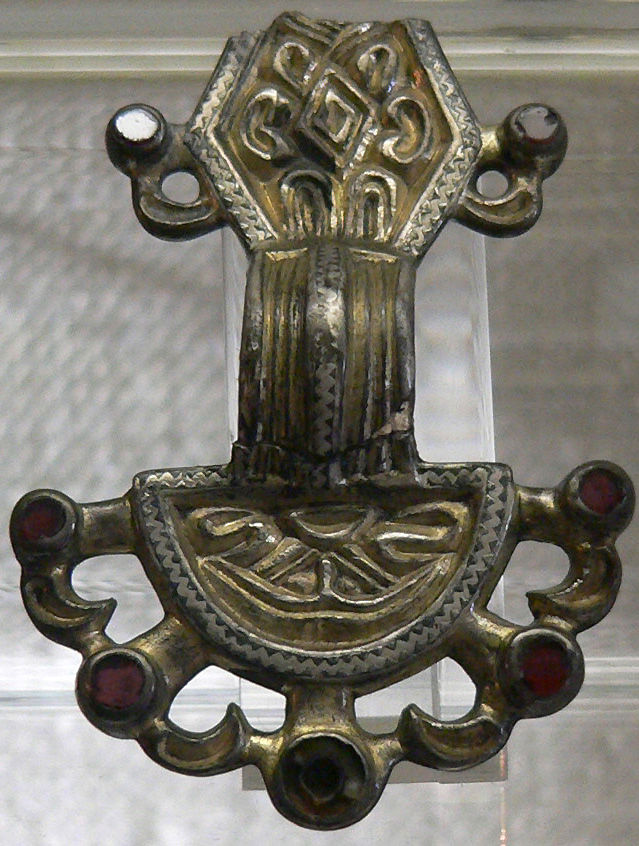
Fibule mérovingienne à décor d'argent damasquiné. Cabinet des médailles, Paris, France

Pour rehausser une gravure en sillons de lettres ou de décors sur les objets, on pouvait employer la technique de la damasquinure. Cela consiste en l'incrustation d'un métal précieux, or ou argent, sur un métal grossier tel que le fer. Cette technique fut beaucoup utilisée à l'époque mérovingienne sur les fibules ou les épées d'apparat. On réalise le dessin du décor en creux à l'aide d'un burin puis on insère une tige métallique dans le sillon ainsi dessiné, à l'aide d'un marteau.

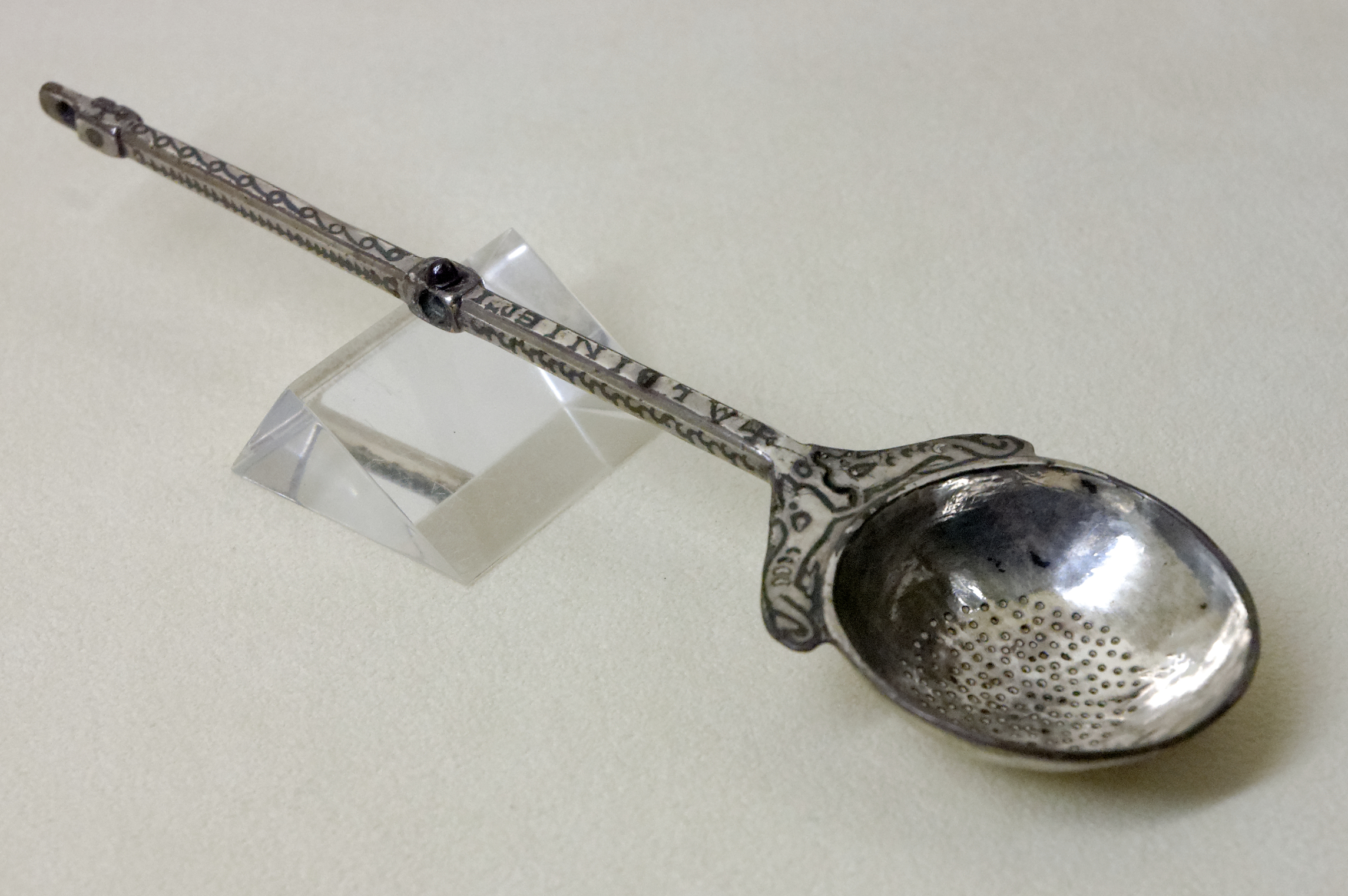
Passoire liturgique en argent décorée de nielle. Musée National du Moyen Âge, hôtel de Cluny, Paris, France

Pour les inscriptions ou le tracé des contours, les orfèvres médiévaux privilégiaient la technique du niellage. Le nielle est un sulfure d'argent ou de cuivre mélangé en chauffant avec du soufre et du sel acide. La poudre ainsi obtenue est introduite dans les traits gravés sur la pièce de métal. Il faut ensuite chauffer la pièce pour que la poudre devienne noire et adhère au support. On peut voir un tel décor sur les passoires liturgiques du VIe siècle comme celle, destinée à l'évêque Albinus, conservée au Musée National du Moyen Âge à Paris. Ces objets sont réalisés à l'aide de la technique de la cire perdue et ornés d'inscriptions en nielle.